# Cristo despidiéndose de su madre (El Greco)
Cristo despidiéndose de su madre debió ser un tema poco habitual dentro del corpus pictórico del Greco, habida cuenta de que se menciona una sola vez en los dos inventarios realizados después de la muerte del pintor, y de que solo han llegado hasta la actualidad dos lienzos de esta temática, considerados obra autógrafa del maestro.

## Temática de la obra
Cristo despidiéndose de su madre es un tema poco frecuente en la Iconografía cristiana, pero que ha dado lugar a eminentes obras de arte. De hecho, no consta en los evangelios canónicos, pero está narrado en las Meditaciones sobre la Vida de Cristo, obra del Pseudo-Buenaventura.

### Versión antiguamente legada al Instituto de Arte de Chicago
- Pintura al óleo sobre lienzo;
- Dimensiones: 109 x 100 cm;
- Datación: hacia 1585-90;
- Consta en el catálogo razonado de obras del Greco, realizado por Harold Wethey, con el n º. 70.

Es la versión más importante que ha llegado hasta la actualidad. Se trata de una obra emocionante, donde las dos figuras visten sendas túnicas rosas, cubiertas de mantos azules, delante de un cielo azul claro con nubes blancas. Las manos son largas y sutiles, muy expresivas y de un espléndido dibujo.

### Versión de la Residencia Real del Castillo Peleș, Sinaia, Rumania (¿antiguamente?)
- Pintura al óleo sobre lienzo;
- Dimensiones: 24 x 21 cm;
- Datación: hacia 1590-95;
- Consta en el catálogo de Wethey, con el n º. 71 y está citado por Tiziana Frati con la referencia 62-b.[3]

Se trata de una pequeña variante de la obra anterior, de fecha tal vez ligeramente posterior. Gudiol señala el extraordinario refinamiento de esta obra, especialmente en la figura de la Virgen María. Según este autor, el Greco frecuentemente presenta dos o más personajes perfectamente relacionados por la acción, pero sin una participación expresada por el sentimiento. Es en estas dos obras, según Gudiol, donde mejor logra establecer una relación afectiva entre dos personajes.

## Copias
- Róterdam; Óleo sobre lienzo; 100 x 118 cm.; Réplica del taller; 1585-90; Obra en buenas condiciones, que sin embargo no llega al nivel de las obras originales del maestro.
- Museo de Santa Cruz; Toledo; Óleo sobre lienzo; 131 x 83 cm; Mayer y Halldor Soehner creen que el Greco intervino en esta obra. Sin embargo, Wethey opina que se trata de una copia ruda y mecánica. Fue restaurada en el año 1963.[5]